# Виньякур, Адриан де
Адриа́н де Виньяку́р (фр. Adrien de Wignacourt; 1618, Франция — 4 февраля 1697, Валлетта) — 62/63-й Великий магистр ордена госпитальеров (1690—1697), военачальник. Племянник Алофа де Виньякура, 53/54-го великого магистра Мальтийского ордена.

## Биография
Ранее был приором «языка» Оверни (фр. Langue d’Auvergne). Как уже упоминалось, состоял в родственных отношениях с 53/54-м великим магистром иоаннитов Алофом де Виньякуром. До смерти Грегорио Карафы занимал должность казначея. Был известен своей щедростью, помогал матерям и вдовам погибших солдат из собственных денежных средств. Впоследствии так стали поступать многие рыцари ордена. Следовал выполнению изначальных задач ордена по заботе о больных и помощи страждущим, но при необходимости брал в руки оружие, как остальные мальтийские монахи-воины. При его правлении, в 1692 году, орден принимал участие в осаде важного порта Ханья (фр. La Canée) на острове Крит, когда там существовало Королевство Кандия. Орден выступал в союзе с Венецианской республикой против Османской империи. Флот союзников был усилен галерами Папы Римского. Но спустя 24 дня осада была снята из-за сезонного изменения погоды. Эскадра ордена вернулась на Мальту.
В 1693 году после землетрясения магистр руководил восстановлением разрушенных складов и жилищ. Сицилийский город Аугуста был практически весь сметён, а там располагались кузницы и склады Мальтийского ордена. Виньякур послал туда на помощь 5 галер. Некоторым кораблям не хватало оснащения, поэтому магимтр запросил помощи у голландцев, и из Амстердама прислали требующиеся судовые мачты и другое снаряжение. В 1694 году магистр отправил мальтийских рыцарей на осаду захваченного турками Хиоса. 
С. Паули (видимо ошибочно) указал, что в 1693 году магистр получил письмо от Московского царя (итал. Czar di Moscovia), в котором сообщалось о победе над турками, в частности под Азовом. Паули приводит текст письма с указанием даты от сотворения мира 7205, 30 апреля, в котором Пётр I сообщает о том, что посылает на мальтийский остров «ближняго нашего боярина и наместника вятского Бориса Петровича Шереметева». Царский посол Шереметев прибыл на Мальту 2 мая 1698 года, когда его принимал великий магистр Раймундо де Перельос-и-Рокафуль. Помимо того Паули опубликовал другие архивные письма. Виньякуру адресованы 3 письма от Папы Александра VIII от 1690 года и 1 письмо от Папы Иннокентия XII от 1692 года с просьбой выдвинуться против турок.
Великий магистр Адриан де Виньякур скончался 4 февраля 1607 года, его тело захоронено в соборе св. Иоанна в Валлетте. Описание отчеканенных за период его правления монет приведено в книге «Анналы Мальтийского ордена» (Annales de l’Ordre de Malte).